# Fort-Mahon-Plage

Fort-Mahon-Plage este o comună în departamentul Somme, Franța. În 1 ianuarie 2022 avea o populație de 1.328 de locuitori.